# Thomas Contee Worthington
Thomas Contee Worthington (ur. 25 listopada 1782, zm. 12 kwietnia 1847) – amerykański polityk. W latach 1825–1827 przez jedną kadencję Kongresu Stanów Zjednoczonych był przedstawicielem czwartego okręgu wyborczego w stanie Maryland w Izbie Reprezentantów Stanów Zjednoczonych.